# Китайцы в Канаде
Китайцы в Канаде образуют второе по величине меньшинство численностью 1 346 510 человек, что составляет 3,9 % от всего населения страны.

## История
Первое упоминание о китайцах в Канаде относится к 1788 году.
В XIX веке множество китайских рабочих из провинций Фуцзянь и Гуандун работали при постройке Канадской тихоокеанской железной дороги.
Миграция китайцев в страну была осложнена различными факторами, в том числе подушным налогом, а в 1923 году была полностью запрещена. В последующие 25 лет создавалось всё больше и больше законов направленных против китайцев, в том числе ограничение рабочих мест, занятых ими. Это побуждало мигрантов открывать собственный бизнес, главным образом рестораны, рабочие места в которых создавали теперь уже только для китайцев. Однако в преддверии второй половины XX века отношение к китайцам в Канаде несколько улучшилось. В 1947 году им было дано право участвовать в выборах. Началась реализация ряда программ, направленных на уравнение прав китайцев с остальными гражданами, но улучшение их положения было довольно медленным. Лишь много лет спустя всё это действительно принесло заметные успехи.
В конце XX века заметно возрос поток китайских мигрантов из Гонконга и некоторых других территорий, в том числе Индонезии и Малайзии. В XXI веке миграция из Гонконга заметно сократилась, однако вместе с тем возрос поток желающих переехать в Канаду из Китая.

## Расселение
- Провинции с наибольшим китайским населением:
  - Онтарио — 644 465
  - Британская Колумбия — 432 435
  - Альберта — 137 600
  - Квебек — 91 900
- Города с наибольшим китайским населением:
  - Торонто — 537 060
  - Ванкувер — 402 000
  - Монреаль — 82 665
  - Калгари — 75 410

## Языки
На 2001 год, 87 % китайцев сообщили о знании хотя бы одного официального языка, однако 15 % заявили, что не могут говорить ни по-английски, ни по-французски.
Китайские языки занимают третье место в стране по количеству говорящих после двух официальных языков. 872 тыс. канадцев считают своим родным один из китайских языков, что составляет 3 %. Самый распространённый китайский язык в Канаде — кантонский, второй по числу говорящих — севернокитайский. Из кантоноговорящего населения 44 % родились в Гонконге, 27 % — в китайской провинции Гуандун и 18 % — в самой Канаде.